# Daedunsan
Daedunsan är ett berg i Sydkorea. Det ligger i den centrala delen av landet, 160 km söder om huvudstaden Seoul. Toppen på Daedunsan är 879 meter över havet, eller 577 meter över den omgivande terrängen. Bredden vid basen är 7,4 km.
Terrängen runt Daedunsan är huvudsakligen lite kuperad. Daedunsan är den högsta punkten i trakten. Runt Daedunsan är det ganska tätbefolkat, med 96 invånare per kvadratkilometer. I omgivningarna runt Daedunsan växer i huvudsak blandskog.